# Phantom HD
De Vision Research Phantom HD is een hoogwaardige digitale videocamera, die veelal gebruikt wordt voor speelfilms, commercials, videoclips en documentaires. Deze camera, die tijdens het draaien van framerate kan veranderen heeft een scherptediepte vergelijkbaar met een 35mm filmcamera.

## Technische gegevens
| Soort opname | Resolutie          | Overigen             |
| ------------ | ------------------ | -------------------- |
| 2K           | 2048 x 1536 pixels |                      |
| HD           | 1920 x 1080 pixels | 720p, 1080p en 1080i |

Verder heeft deze camera de mogelijkheid om 1000 beelden per seconde op te nemen en is er een 2048 X 2048 actieve pixel CMOS sensor aanwezig.